# Telema dongbei
Telema dongbei är en spindelart som beskrevs av Wang och Y. Ran 1998. Telema dongbei ingår i släktet Telema och familjen Telemidae. Inga underarter finns listade i Catalogue of Life.